# 2022年P. LEAGUE+新人選秀會
2022年P. LEAGUE+新人選秀會為P. LEAGUE+（PLG）在2022-23賽季開打之前舉辦的第二屆新人選秀會，於2022年7月28日舉行。本屆新人選秀會共有32人參與，最終有11人獲選，由張鎮衙成為選秀狀元。
本屆新人選秀會只有桃園領航猿、新竹街口攻城獅與高雄鋼鐵人三隊有資格挑選外籍生球員。

## 選秀結果
| →                       | 順序一   | 順序二            | 順序三            | 順序四            | 順序五 | 順序六 |
| [ 2 ] [ 3 ] [ 4 ] [ 6 ] | 領航猿   | 鋼鐵人            | 國王              | 夢想家            | 攻城獅 | 勇士   |
| ----------------------- | -------- | ----------------- | ----------------- | ----------------- | ------ | ------ |
| 第一輪                  | 張鎮衙   | （勇士） 陳范柏彥 | （領航猿） 白曜誠 | （領航猿） 丁恩迪 | 伊波卡 | 簡廷兆 |
| 第二輪                  | 林子洧   | 張傑瑋            | 李威廷            | 放棄              | 曾柏喻 | 放棄   |
| 第三輪                  | 呂蔡瑜倫 | 放棄              | 放棄              | 不適用            | 放棄   | 不適用 |
| 第四輪                  | 放棄     | 不適用            | 不適用            | 不適用            | 不適用 | 不適用 |

| G | 後衛 | F | 前鋒 | C | 中鋒 |

| 輪次 | 總順位 | 球員     | 位置 | 選中球隊                              | 最後籃球資歷     |
| ---- | ------ | -------- | ---- | ------------------------------------- | ---------------- |
| 1    | 1      | 張鎮衙   | F    | 桃園領航猿                            | 國立政治大學     |
| 1    | 2      | 陳范柏彥 | F    | 臺北富邦勇士 （來自高雄鋼鐵人）       | 健行科技大學     |
| 1    | 3      | 白曜誠   | G    | 桃園領航猿 （來自新北國王）           | 義守大學         |
| 1    | 4      | 丁恩迪   | C    | 桃園領航猿 （來自福爾摩沙台新夢想家） | 國立政治大學     |
| 1    | 5      | 伊波卡   | F    | 新竹街口攻城獅                        | 世新大學         |
| 1    | 6      | 簡廷兆   | G    | 臺北富邦勇士                          | 健行科技大學     |
| 2    | 7      | 林子洧   | G    | 桃園領航猿                            | 國立高雄師範大學 |
| 2    | 8      | 張傑瑋   | G    | 高雄鋼鐵人                            | 萬能科技大學     |
| 2    | 9      | 李威廷   | G    | 新北國王                              | 世新大學         |
| 2    | 10     | 曾柏喻   | G    | 新竹街口攻城獅                        | 明道大學         |
| 3    | 11     | 呂蔡瑜倫 | F    | 桃園領航猿                            | 仙台大學         |

- 參考資料：[10][4][6]

## 選秀權交易
1. 1 2  2021年10月27日，高雄鋼鐵人與臺北富邦勇士進行交易[7]：
  - 高雄鋼鐵人獲得王律翔
  - 臺北富邦勇士獲得2022年新人選秀會第一輪選秀權
2. 1 2  2021年7月21日，新北國王與桃園領航猿進行交易[8]：
  - 新北國王獲得2021年新人選秀會第一輪選秀權
  - 桃園領航猿獲得2022年新人選秀會第一輪選秀權
3. 1 2  2022年7月14日，福爾摩沙台新夢想家與桃園領航猿進行交易[9]：
  - 福爾摩沙台新夢想家獲得吳家駿與林耀宗
  - 桃園領航猿獲得成力煥與2022年新人選秀會第一輪選秀權

## 體能測試會
2022年7月20日，24名待選球員參與在國立臺灣藝術大學體育館舉行的體能測試會，上午進行體能測驗與投籃測驗，下午進行五對五對抗賽，24名待選球員分成A、B、C三隊進行五對五對抗賽，最後組成「Hopefuls」學弟隊與學長隊較勁，最終學長隊以61比54擊退學弟隊。

## 選秀報名
本屆新人選秀會起華裔球員不需投入選秀。2022年6月30日，為本屆新人選秀會的報名截止日。7月4日，聯盟宣佈共有52人報名，41人符合選秀資格。7月21日，聯盟宣佈韓諭、黃建智、陳孝榕、江尚謙、沈睿洋、曹薰襄、黃鉉閔、陳品銓、陳建銘共九人放棄參與選秀，最終有32人確定投入選秀：
- 林子洧
- 蔣浩偉
- 林哲霆
- 黃泓諭
- 莊家誠
- 吳宗憲
- 郭翰
- 蓋比（外籍生）
- 張傑瑋（外籍生）
- 林秉豪
- 賴俊廷
- 呂蔡瑜倫
- 蔡亞軒
- 簡廷兆
- 陳廷宇
- 陳嘉勳
- 高士
- 陳泓宇
- 何家浚
- 丁恩迪（外籍生）
- 白曜誠
- 曾柏喻
- 高承恩
- 張鎮衙
- 伊波卡（外籍生）
- 藍濬毅
- 林鈺凱
- 陳范柏彥
- 李威廷
- 陳奎恩
- 沈玉璋
- 張世偉

## 外部連結
- YouTube上的PLG Draft 2022
- YouTube上的體測對抗賽
- (PDF). P. LEAGUE+.   [2022-07-21]. （原始内容存档 (PDF)于2022-07-21）.
- . P. LEAGUE+.   [2022-06-07]. （原始内容存档于2022-07-06）.